# Sociedad filosófica de Derby

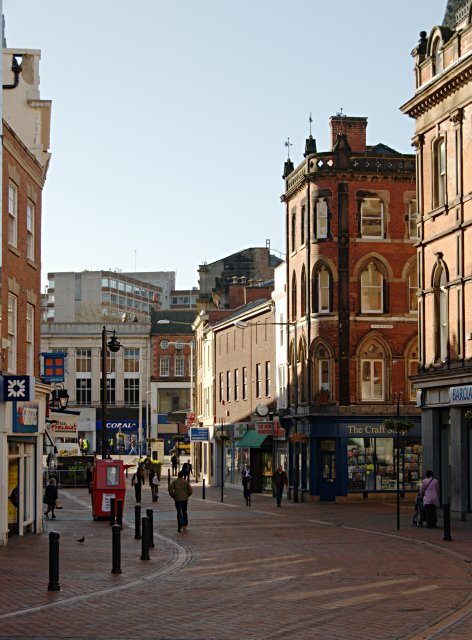
El Cornmarket, en Derby, donde la sociedad se encontraba a partir de 1783.

La Sociedad filosófica de Derby (en inglés Derby Philosophical Society) fue un club de Derby fundado en 1783 por Erasmus Darwin. El club tuvo muchos miembros notables y ofreció la primera biblioteca institucional de Derby que estaba disponible por algunos sectores del público.

## Historia
Los clubes y sociedades eran uno de los aspectos más importantes de la vida pública y semipública de la Gran Bretaña georgiana, a pesar de que las mujeres eran a menudo excluidas de todo aquello más formal. Muchas de estas organizaciones estaban enfocadas a la ciencia, o «filosofía natural» tal como decían, y eran centros importantes a nivel local por la producción y diseminación de ideas dentro del movimiento global europeo de la Ilustración. Algunas de estas asociaciones eran informales, pero otros estaban altamente organizadas, con normas y estatutos propios e, incluso, con sus propios edificios. Algunos, además, adquirían colecciones de libros, instrumentos científicos o piezas de colección de historia natural, ya fuera mediante su compra o gracias a donaciones.
Un club, o sociedad, filosófico de Derby existió durante el siglo XVIII, y tuvo entre sus miembros personas como John Whitehurst, miembro de la Sociedad Lunar, antes de que se mudara en Londres en 1775. La sociedad se fue reuniendo hasta como mínimo en 1779, a pesar de que otros clubes ya existían en la ciudad antes de que este. Aparte de Whitehurst, parece que también fueron miembros del club el artista Joseph Wright, su amigo Peter Perez Burdett y el reverendo Joshua Winter, de la Iglesia de Todos los Santos.
La Derby Philosophical Society fue fundada por Erasmus Darwin y un grupo de socios suyos en 1783 justo después de que se mudara a Derby desde Lichfield y de vivir un corto periodo de tiempo en Radburn Hall con su nueva mujer Elizabeth y su familia. El club fue inaugurado formalmente en 1784 al hogar de Darwin en Full Street, Derby. Mandó una carta a todos los miembros en la que explicaba lo que él creía que tenía que ser la asociación, incluyendo la adquisición de una biblioteca y quizás la producción de publicaciones. Parece que también esperaba que la Derby Philosophical Society sería capaz de tener reuniones conjuntas con los "Lunáticos".
Los objetivos del club eran varios. La sociedad consiguió reunir una colección notable de libros. Sus miembros participaron en una traducción conjunta de las obras de Linnaeus del latino al inglés. La traducción de Un sistema de plantas, comentada por los miembros más eminentes, fue el primer libro donde apareció el nombre de Erasmus Darwin.
La sociedad se encontraba en King's Head Inn, en el Cornmarket de Derby, cerca de la casa de Darwin, situada al número 3 de Hoja Street.
Se dice que los miembros fundadores serían siete, ocho o diez personas, las siguientes: Richard French, Sneyd, Dr. John Hollis Pigot, Dr. John Beridge, Dr. Erasmus Darwin, Thomas Gisborne, Mr. Fox y William Strutt. Sin embargo, Gisborne y Sneyd no vivieron en Derby, por lo que quedan siete más Erasmus Darwin, considerado el principal impulsor del club. Existen crónicas escritas pero a menudo se refieren a la gente solo por el apellido. El propósito de la sociedad era hacer reuniones sociales, pero había gran variedad de intereses; muchos de los miembros, como Darwin, estaban asociados con la medicina. Miembros más tardíos fueron Josiah Wedgwood, el Reverendo William Pickering, el Reverendo Charles Hope, el Dr. Peter Crompton, Erasmus Darwin Jr, Robert Darwin, Richard Leaper y Henry Hadley, Mr Haden, Mr Fowler, Mr Johnson, Sacheverell Pole, William Duesbury Jr, Robert Bage y Richard Archdale. Más o menos la mitad de la sociedad eran médicos, como por ejemplo William Brooks Johnson MD, y otros eran gente de gran influencia como Sir Robert Wilmot, el ingeniero Jedediah Strutt, el poeta Sir Brooke Boothby, el químico Charles Sylvester y los terratenientes Charles Hurt, Reverendo De Ewes Coke y Thomas Evans. Crompton, Leaper y C. S. Hope serían todos alcaldes de Derby, y Edward Strutt, señor de Belper, fue uno de los últimos miembros.
William Strutt y Richard Forester serían ambos presidentes de la sociedad después de la muerte de Darwin en 1803. Strutt había sido un miembro fundador y Forester era hijo de Richard French, otro miembro fundador. El director de escuela local y filósofo Herbert Spencer ganó mucha inspiración a partir de la cultura científica y literaria de Derby. Fue él quien acuñó la frase "supervivencia del más apto" después de leer el trabajo del nieto de Darwin sobre la evolución. Otro socio notable del club fue Abraham Bennet, a pesar de que no fue nunca miembro, al contrario que James Pilkington, ministro radical y autor de A View of Derbyshire.
Durante el tiempo que Darwin estuvo al frente de la sociedad vivía en una casa en Full Street, Derby. Aunque la casa fue derruida, actualmente se puede encontrar una placa conmemorativa que fue colocada el 2002 en reconocimiento a las contribuciones de Darwin y en recordatorio de su fundación de la Derby Philosophical Society.
La Derby Philosophical Society era, pero, sólo una de las muchas asociaciones de literatura y ciencia que existían en la ciudad durante los siglos XVIII y XIX, lo cual refleja la importancia de la cultura científica pública en las provincias del Reino Unido durante esta época. Otros ejemplos contemporáneos pueden ser la Derby Literary and Philosophical Society (can. 1808-1816), el Derby Mechanics' Institute, el Derby Town and County Museum and Natural History Society (fundado en 1834) y la Literary and Scientific Society (años 1840-1850). A estas habría que añadir la innovadora Derbyshire General Infirmary, abierta en 1810, y John Claudius Loudon's Derby Arboretum, abierta en 1840, ambos de los cuales estaban fuertemente asociados con las actividades de los filósofos de Derby y que ayudaron a crear una plataforma pública de divulgación científica.
En 1858, la Derby Philosophical Society se mudó en una casa a Wardwick, en Derby, y se fusionó con el Derby Town and County Museum y la Natural History Society. Este movimiento incluyó el volumen de la sociedad correspondiente a 4.000 volúmenes, aparatos científicos y matemáticos y su colección de fósiles.